# روپر
روپر (انگلیسی: Rúper؛ زادهٔ ۴ ژوئن ۱۹۸۷) بازیکن فوتبال اهل اسپانیا است.
از باشگاه‌هایی که در آن بازی کرده‌است می‌توان به باشگاه فوتبال سابادل، باشگاه فوتبال الچه، باشگاه فوتبال میراندس، و باشگاه فوتبال اوساسونا اشاره کرد.